# István Zaka
István Zaka ist ein ehemaliger ungarischer Radrennfahrer und nationaler Meister im Radsport.

## Sportliche Laufbahn
Zaka war Bahnradfahrer. Die nationale Meisterschaft in der Einerverfolgung gewann er 1979 vor László Morcz. 1978, 1979 und 1981 wurde er Meister im 1000-Meter-Zeitfahren. Die Meisterschaft im Sprint gewann er 1979.
1978 und 1985 wurde er Vize-Meister in der Mannschaftsverfolgung. 1984 gewann Zaka den Titel. 1979 und 1981 gewann er den Titel im Zweier-Mannschaftsfahren mit Zoltán Pásztor als Partner. 1983 gewann er den Titel erneut.
Im Straßenradsport holte er 1978 den Titel im Kriterium und gewann den Vasas-Cup. 1983 war er im Aranyi-Cup erfolgreich.